# Anne-Laure Gruet
Anne-Laure Gruet est une actrice française, née le 19 janvier 1979 à Reims (France).
Elle travaille pour la télévision, le cinéma et dans le doublage d’actrices et de personnages de jeux vidéo.

## Biographie
Après une formation théâtrale au Conservatoire de Troyes et un bac Littéraire, Anne-Laure Gruet poursuit ses études à Paris. Elle obtient une Licence des Arts du Spectacle à la Sorbonne Nouvelle, tout en continuant sa formation pratique au Studio Alain de Bock, au Cours Florent et au Studio Pygmalion.
Elle joue pour plusieurs compagnies : Plus fort que la nuit, de Mohsen Yalfani, Les débutantes, de Christophe Honoré, À quoi rêvent les filles ?, de Romain Keno, les Avocats, de Arhoun Zadeh.
En 2005, elle écrit avec Les Furies Bardes sa première pièce : À l’heure du goûter, un conte cruel pour adultes, et créée également La Compagnie Sans Interdit, avec laquelle elle produira et jouera 3 spectacles pour adultes et jeunes publics : Amour, kidnapping et poisson rouge, Le journal de Grosse Patate, et Il était une fois.
À partir de 2011, elle travaille dans le doublage, les jeux vidéo, la voice-over et la narration documentaire.
En 2013, elle écrit et réalise 2 courts-métrages Pépin, et Bataille Intime.
À partir de 2014, elle tourne pour la télévision (Engrenages, Falco, Section de Recherches, Hard) et le cinéma (Retour chez ma Mère, Basta Capital, Roqya). Elle rejoint en 2021 le casting de la série Un si grand soleil. En 2022, elle réalise son 3ème film AMère, spin-off de son scénario de long métrage Près de toi Papa. En 2023, elle incarne Colette dans un docu-fiction pour France 2, et elle écrit : Colette dans l’ombre de Colette, avec Laura Leoni, qui sera mis en scène par Éric Métayer. En 2024, elle interprète le rôle de Jackie Kennedy dans le docu-fiction Jackie.

### Vie privée
Elle est la compagne de Bruno Gaccio depuis 2012.

## Théâtre
- 2002 : Plus fort que la nuit de M. Yalfani, mise en scène T. Nazmjou-Azad
- 2003-2004 : À quoi rêvent les filles de R. Keno, mise en scène de Christelle Pascal
- 2006-2007 : À l’heure du goûter par Les Furies Bardes-Angelle
- 2006-2008 : Amour, kidnapping et… poisson rouge de C. Vernet, mise en scène de C. Pascal
- 2008 : Quand Feydeau s’en mêle d’après Feydeau, mise en scène de S. Debure-Laurence et Yvonne
- 2009 : Disco Pigs de E. Walsh, mise en scène N. Morvan
- 2009-2011 : Le journal de Grosse Patate de D. Richard, mise en scène d'Eve Nottet
- 2010 : Alice au pays des merveilles d’après Lewis Carroll, mise en scène de B. Thuriès
- 2012-2013 : Il était une fois… Noël en péril écrit, mis en scène et joué par Claire d’Anthouard et Anne-Laure Gruet

## Filmographie

### Cinéma

#### Longs métrages
- 2002 : Les Araignées de la nuit de Jean-Pierre Mocky
- 2002 : Tatouages de Curille Boussant
- 2011 : Le Dernier Week-end d'Ali Borgini
- 2014 : Une nouvelle amie de François Ozon
- 2016 : Retour chez ma mère d'Éric Lavaine
- 2018 : Léa de Mathias Walter[2]
- 2020 : Basta Capital de Pierre Zellner : Lise
- 2022 : Classico de Nathanaël Guedj et Adrien Piquet-Gauthier
- 2024 : Roqya de Saïd Belktibia

#### Court métrage
- 2019 : Funeral de Marie Vandelannoote

### Télévision

#### Séries télévisées
- 2012 : Si près de chez vous : Un couple qui vous veut du bien
- 2014 : Engrenages : 5.10 : Médecin Kimberly
- 2014 : Hard : épisodes 9 et 10 : Diane Franvois
- 2016 : Falco : Faux Semblants : Nadine Gainon
- 2019 : Plus belle la vie : 3760 : Judith Marini
- 2019 : Double Je : Débat de conscience : Carole Blanche
- 2020 : Section de recherches : Jeux Mortels : Alexia Kerr
- 2021 : Un si grand soleil épisodes 706 à 742 : Céline Dufy
- 2024 : Jackie : Jackie Kennedy[3]

## Doublage

### Cinéma
- 2011 : Terraferma : Maria (Tiziana Lodato)
- 2021 : Le Manoir (en) : Barbara (Katie A. Keane (en))

### Télévision
- 2011
  - Chico et Rita : Rita
  - Luther, saison 1, épisode 4 : Layla (Matti Houghton)
  - Un samedi presque ordinaire : Vera (Svetlana Smirnova-Martsinkevich)
  - Whisky/Vodka : Heike Marten (Valery Tscheplanowa (de))
- 2012
  - Borgia saison 2 : Sforza, Maitresse de Cesare Borgia
  - L'Empire des Rastelli : Barbara (Vanessa Compagnucci)
  - Le Petit Prince, 2 épisodes : la princesse Shaaz
  - Les Experts saison 12 épisode 14 : Vicky Sheldon (Sarah Dumont)
  - Terraferma : Maria (Tiziana Lodato)
- 2013
  - Dostoïevski épisodes 5 à 7 :  Anna Grigorievna Snitkina (Alla Yuganova)
  - Inspecteur Lewis saison 6 épisode 3 :  Davina Garland (Katrine De Candole)
- 2014
  - Person of Interest, saison 3 épisode 4: Nicole Townsend (Annika Boras (en))
- 2015
  - Les Nouveaux Héros :  Capitaine Abigail Callahan
  - Rectify saison 2, 3 épisodes: Alesha (Kimberley Drummond)
- 2016
  - Alerte Contagion saison 1 : Suzy (Nadine Lewington (en))
  - Absolutely Fabulous: Alexa Chung
  - Slasher saison 1, 6 épisodes : June Henry (Jessica Sipos)
- 2017
  - The Originals saison 4, épisodes 7, 8 et 10 : Jessica (Madelyn Cline)
  - The Magicians saisons 2 à 5 : Fen (Brittany Curran)
  - Supergirl saisons 2 à 5 : Eve Teschmacher (Andrea Brooks (en))
- 2018
  - Mariage chez mon ex : Abby (Andrea Brooks (en))
  - Pentagon Papers : Judith Martin (Jessie Mueller (en))
- 2019
  - Permis de vivre saison 1, 8 épisodes : Ada jeune (Maria Guinea)
- 2020
  - Les Nouvelles Légendes du roi singe saison 2, 8 épisodes : Mothrax (Natasha Daniel)
  - The Old Guard : Dizzy (Natacha Karam)
  - Les petits meurtres de Ruby : Prédiction mortelle (téléfilm) : Emily (Chelsey Reist)
- 2021
  - All American saison 3, 6 épisodes : Vanessa Montess (Alondra Delgado)
  - Nancy Drew saison 2, 7 épisodes : Amanda Bobbsey (Aadila Dosani)
  - NCIS : Enquêtes spéciales saison 18, épisode 8 : Samantha Watkins (Sarah Grace White)

### Jeux vidéo
- 2022 : Ghostwire: Tokyo
- 2023 : Diablo IV

## Distinctions

### Récompenses
- New York Movie Awards : Best Actress en 2019 pour Funeral[4]
- International Film Fest Under the Stars : Best supporting actress en 2019 pour Funeral[5]
- Independant Shorts Awards : Gold Award for Best Acting Ensemble (Meilleure troupe d’acteurs) en 2019 pour Funeral[6]
- Hollywood Gold Awards : Best Actress (meilleure actrice) en 2020 pour Funeral[7]
- Best Actor Award New York : Gold Best Actress (meilleure actrice) en 2020 pour Funeral[8]
- New York International Film Awards : Best Actress (meilleure actrice) en mars 2020 pour Funeral[9]
- Screen Power Film Festival : Best Actress en 2020 pour Funeral[10]
- Filmstrip International Film Festival : Best Actress (meilleure actrice) en 2020 pour Funeral[11]